# عطاش
العطاش أو السُّهاف (بالإنجليزية: Polydipsia)‏ هو حالة العطش المفرط، وهو عرض غير محدد لعدد كبير من الأمراض. كما يعد العطاش تصرفا غير طبيعي في الحيوانات.

## الأسباب
- يظهر العطاش على مرضى السكري الذين لا يأخذون خافضات سكر الدم أو أن مرضهم لا يسيطر عليه.
- تغير أسمولالية السوائل خارج الخلوية
- نقص بوتاسيوم الدم
- انخفاض حجم الدم (كما يحدث في النزف)
- إدرار البول التناضحي
- مرض السكري الكاذب
- التسمم بمضادات الكولين
- نقص الزنك
- فرط الألدوستيرونية
- مضادات الذهان التي تسبب جفاف الفم